# Волково (Рамешковский район)
Во́лково— деревня в Рамешковском районе Тверской области России. Входит в сельское поселение Кушалино.

## География
Находится в 10 километрах к западу от села Кушалино, на реке Кушалка. За рекой — два дома деревни Коммуна.

## История
Во второй половине XIX — начале XX века деревня Волково относилась к Рождественскому приходу Застолбской волости Бежецкого уезда Тверской губернии. В 1887 году — 29 дворов, 163 жителя.
В 1997 году — 30 хозяйств, 61 житель.
На территории села сохранился  великолепный храм начала 20-го века. Примечательно,что внутри храма почти в целостности первоначальной сохранился оригинальный резной,деревянный иконостас.

## Население
| 1859 | 1887 | 1989 | 1997 | 2002 | 2008 | 2010 |
| ---- | ---- | ---- | ---- | ---- | ---- | ---- |
| 168  | ↘163 | ↘70  | ↘61  | ↘41  | ↗45  | ↘34  |